# Jehoszua Perle
Jehoszua Perle także Joszua Perle (ur. 1888 w Radomiu, zm. wiosną 1944 w Auschwitz-Birkenau) – żydowski pisarz, publicysta i tłumacz, przedstawiciel realizmu i naturalizmu, tworzący wyłącznie w jidysz.

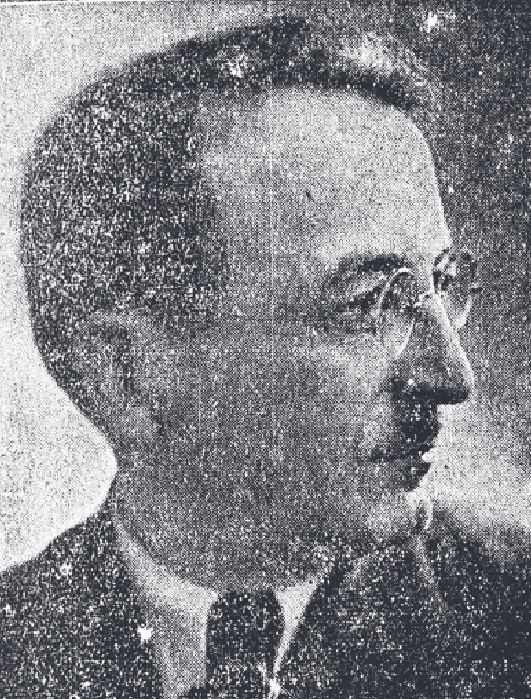
Perle Jehoszue w latach 30.XX wieku

## Życiorys
Urodził się w 1888 r. w Radomiu w ubogiej rodzinie robotników żydowskich na Podwalu. Uczęszczał do chederu. Następnie dzięki stypendium gminy żydowskiej ukończył szkołę realną w Radomiu. Po jej ukończeniu w 1905 r. zamieszkał w Warszawie, pracując w wielu zawodach, przede wszystkim jako subiekt i niższy urzędnik, a także co najmniej do 1930 roku jako księgowy. W 1908 roku zadebiutował w piśmie „Der Najer Gajst”, czyli „Nowy Duch” Noacha Pryłuckiego opowiadaniem Szabat. Przypuszczalnie w 1912 roku ożenił się i zamieszkał przy ul. Nowolipki 54 w Warszawie. W 1919 roku urodził mu się syn Izaak. W 1926 roku jego żona popełniła samobójstwo. Perle znał dość dobrze język rosyjski, nieco słabiej język polski, nie na tyle jednak, aby tworzyć utwory literackie czy artykuły prasowe. Na początku lat 30. nie był ceniony za swoją twórczość i często krytykowany, ale uznanie zyskał w 1937 roku co potwierdziła nagroda Bundu i żydowskiego PEN-Clubu. Wraz z powodzeniem przeprowadził się na Al. Niepodległości 150. 
W 1939 roku, podczas kampanii wrześniowej, wyjechał z synem i synową do Lwowa, lecz po zajęciu tego miasta przez Niemców przyjechał z powrotem do Warszawy. 
W czasie okupacji niemieckiej w 1940 roku znalazł się w getcie warszawskim i pracował w Wydziale Propagandy Zakładu Zaopatrywania Judenratu, gdzie redagował plakaty. To zajęcie zapewniało mu skromną egzystencję. W 1943 roku przeszedł na „stronę aryjską”, lecz padł ofiarą niemieckiej prowokacji w hotelu Polskim przy ul. Długiej. Został wraz z synem wywieziony do Bergen-Belsen, a następnie do Auschwitz-Birkenau, gdzie zginął wiosną 1944 r.

## Twórczość
Debiutował w 1908 niewielkim opowiadaniem pt. Szabes (Szabat) w gazecie warszawskiej. Jest autorem zbiorów realistycznych opowiadań, pokazujących codzienne życie niezamożnych Żydów: Unter der zun (Pod Słońcem, 1920) i Najn a zejger in der fri (Dziewiąta rano, 1930). Wydał też powieści Jidn fun a ganc jor (1935, Żydzi dnia powszedniego, polski przekład 1998) i  Di goldene pawe (t. 1 – 1937, t. 2 – 1939, Złoty paw, polski przekład 1 tomu 1938). Za Żydów dnia powszedniego otrzymał nagrodę żydowskiego PEN Clubu. 
Zajmował się również tłumaczeniem literatury polskiej na jidysz. Tłumaczył dzieła Janusza Korczaka i Wacława Sieroszewskiego. 
W czasie wojny, współpracując z Oneg Szabat, napisał eseje Churbn Warsze (Zniszczenie Warszawy) oraz Numer 4580. Zdał także relację ze swego pobytu we Lwowie. Jego twórczość należy do późnego realizmu z wyraźnymi akcentami naturalizmu, sam Perle podkreślał, że największy wpływ na jego warsztat literacki miał Icchok Lejb Perec. Bohaterami jego utworów są ubodzy Żydzi – rzemieślnicy, sklepikarze i drobni urzędnicy. 
Współcześnie znane są tylko dwie jego książki, wydane w języku polskim. Są to  powieść „Żydzi dnia powszedniego” oraz znakomita relacja o getcie i jego zagładzie, napisana w formie zbliżonej do pamiętnika w latach 1942–1943. Jej znaczący fragment znalazł się w pracy „Archiwum Ringelbluma – getto warszawskie” (1980).